# Vintage

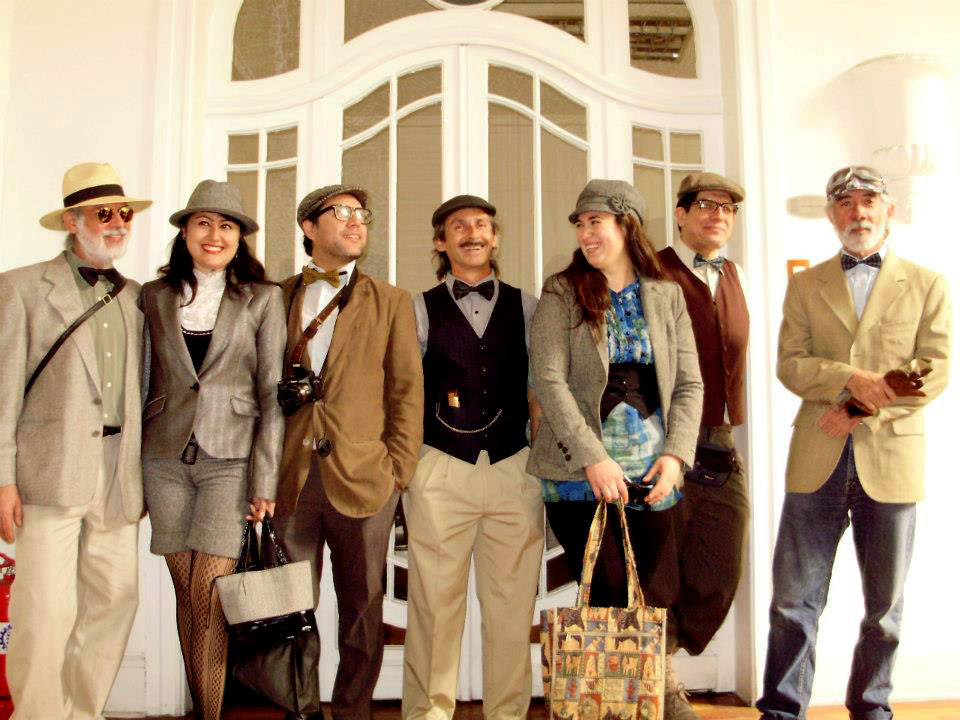
Grupa osób w ubraniach w stylu vintage

Vintage – styl w kulturze (zwłaszcza modzie) i sztuce.

## Charakterystyka
W modzie, w której zaistniał w XIX wieku, polega na noszeniu rzeczy z innej epoki albo stylizowanych na takie oraz łączeniu stylów pochodzących z różnych epok. Ubrania z poprzednich dekad albo starsze niż 20 lat są zwykle uznawane za vintage. Powinny to być zarazem rzeczy wysokiej jakości, mało podatne na zniszczenia, którym upływ czasu nadaje szlachetności. Obecnie słowem tym określa się produkty, które jedynie nawiązują do poprzednich epok. Vintage nie stroni od zestawień awangardowych i szokujących, to styl dla osób szukających swych korzeni i chcących pokazać swój indywidualizm. We współczesnym kontekście coraz częściej odczytywany jest także jako manifest przeciwko szybkiej modzie, a także przejaw świadomego podejścia do ubioru i stylu życia
Styl vintage wpasowuje się praktycznie w każde panujące trendy w modzie. Jest to spowodowane nieprzemijalnością zastosowanych w nich rozwiązań i dobrze kojarzącej się stylistyki. Przykładowo, plecaki w stylu vintage cechują się wykorzystaniem trwałych materiałów, oraz zastosowaniem praktycznych sposobów zamykania znanych z wcześniejszych dekad. Produkty te stworzone są zazwyczaj z połączenia materiałów takich jak płótno czy skóry naturalne. Jako zamknięcia służą w nich klapy i paski zapinane na sprzączki. 
Styl ten znalazł również swoje miejsce w projektowaniu wnętrz. Cechą charakterystyczną stylu vintage jest łączenie przeciwieństw. Wnętrze vintage można stworzyć na trzy sposoby:
- stylizując nowe rzeczy na wzór poprzednich epok,
- wprowadzając stare, stylowe meble w nowoczesne wnętrze,
- wnętrze stylizowane na historyczne, z wprowadzonymi nowoczesnymi elementami.

Vintage funkcjonuje też w muzyce. Przykładami są: Maja Kleszcz, incarNations, VINTAGE.
Słowo vintage pochodzi z terminologii winiarskiej, a odnosi się do wina wyprodukowanego w jednym sezonie. Decydujące jest tu zatem zachowanie pewnej spójności i jednoznacznego pochodzenia winogron użytych do jego produkcji.